# Chevrolet Captiva
Chevrolet Captiva – samochód osobowy typu SUV klasy średniej produkowany pod amerykańską marką Chevrolet od 2006 roku. Od 2018 roku produkowana jest druga generacja modelu.

## Pierwsza generacja

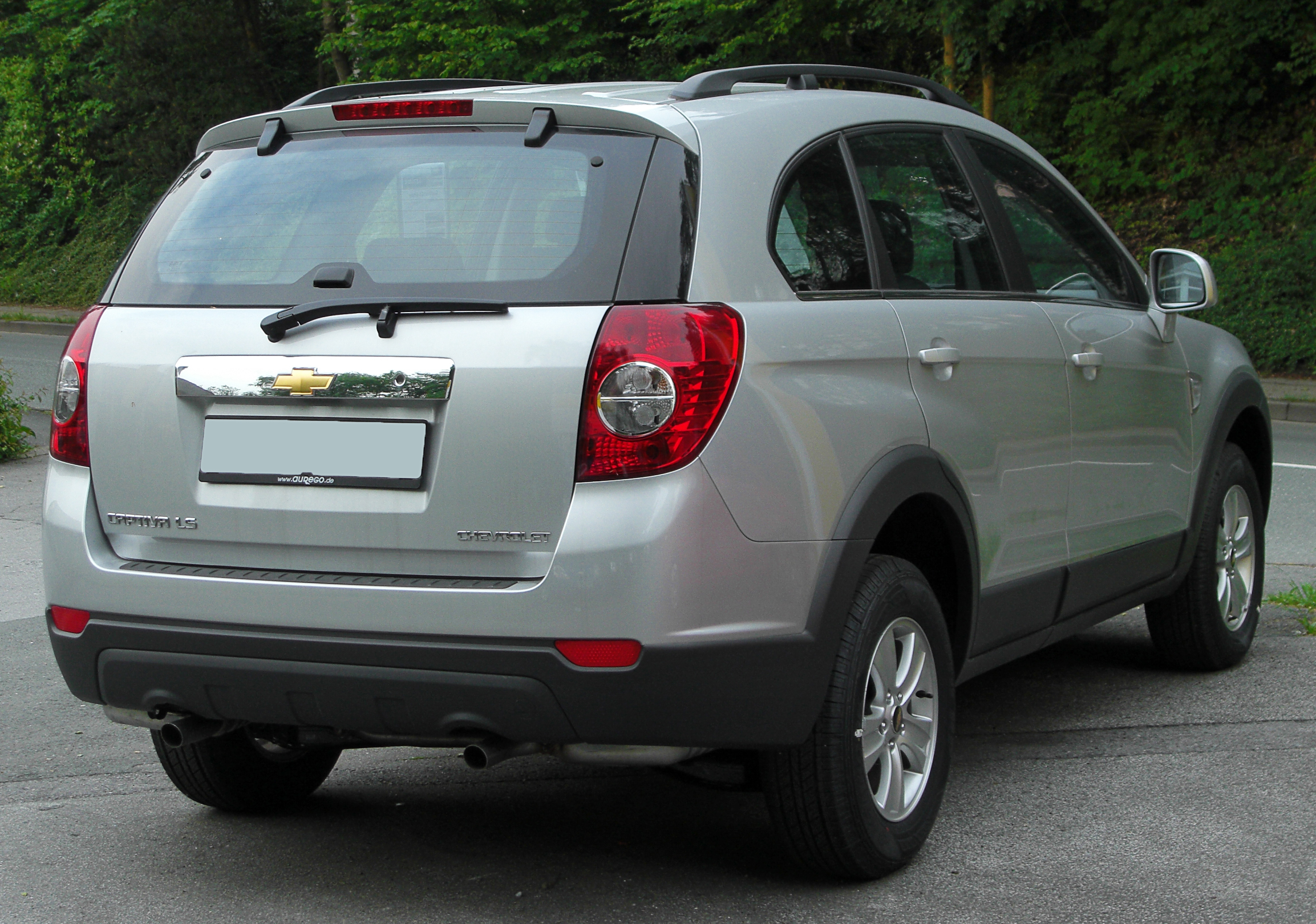
Chevrolet Captiva I – tył

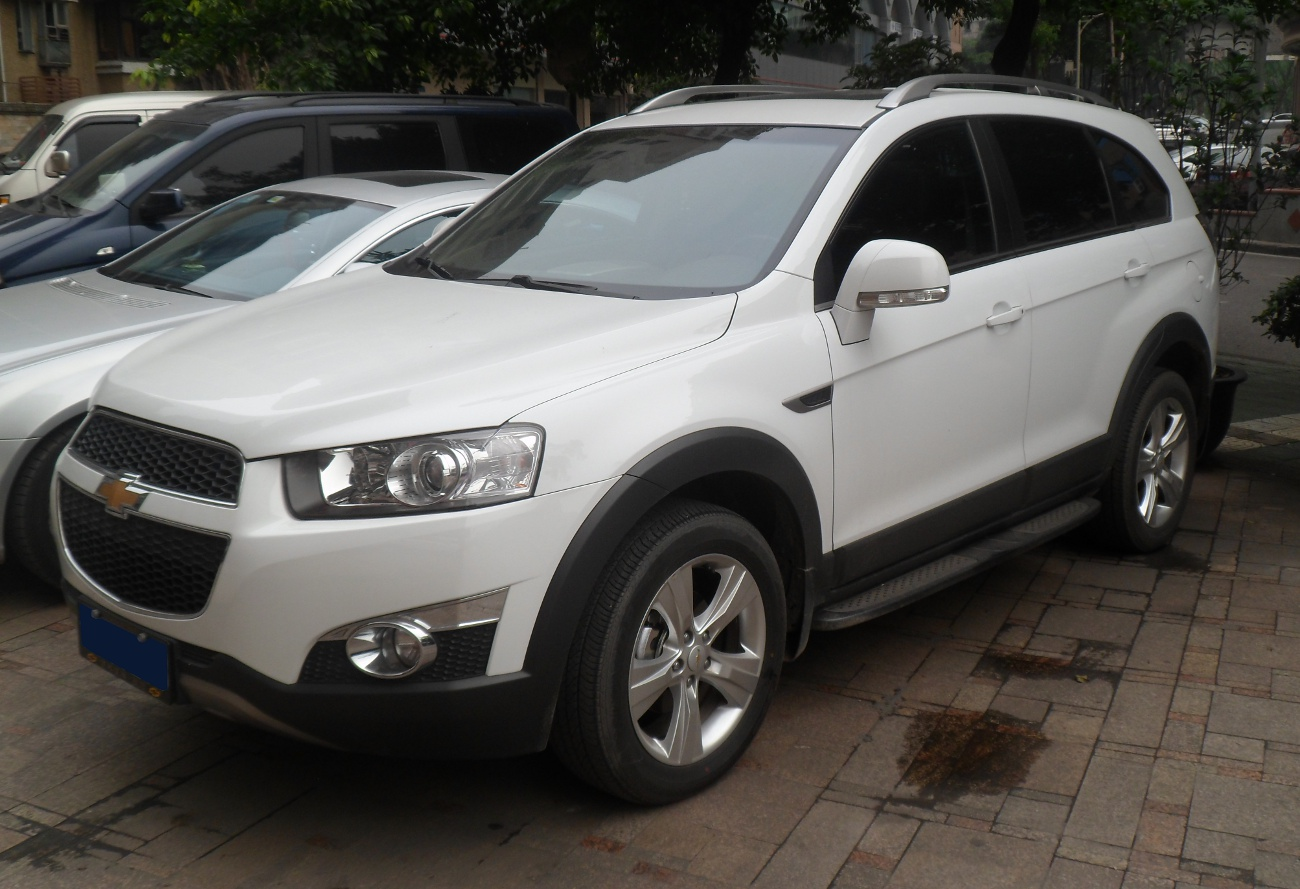
Chevrolet Captiva I po liftingu

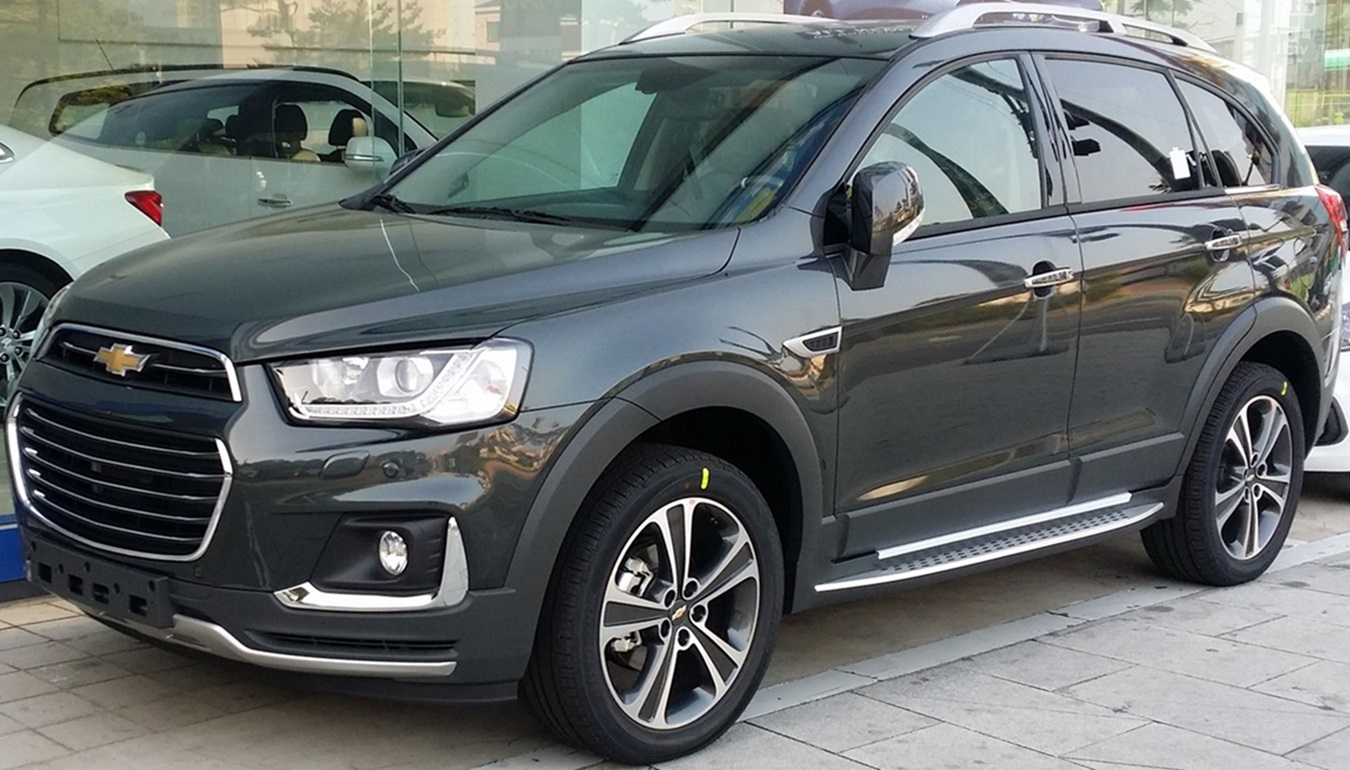
Chevrolet Captiva I po drugim liftingu

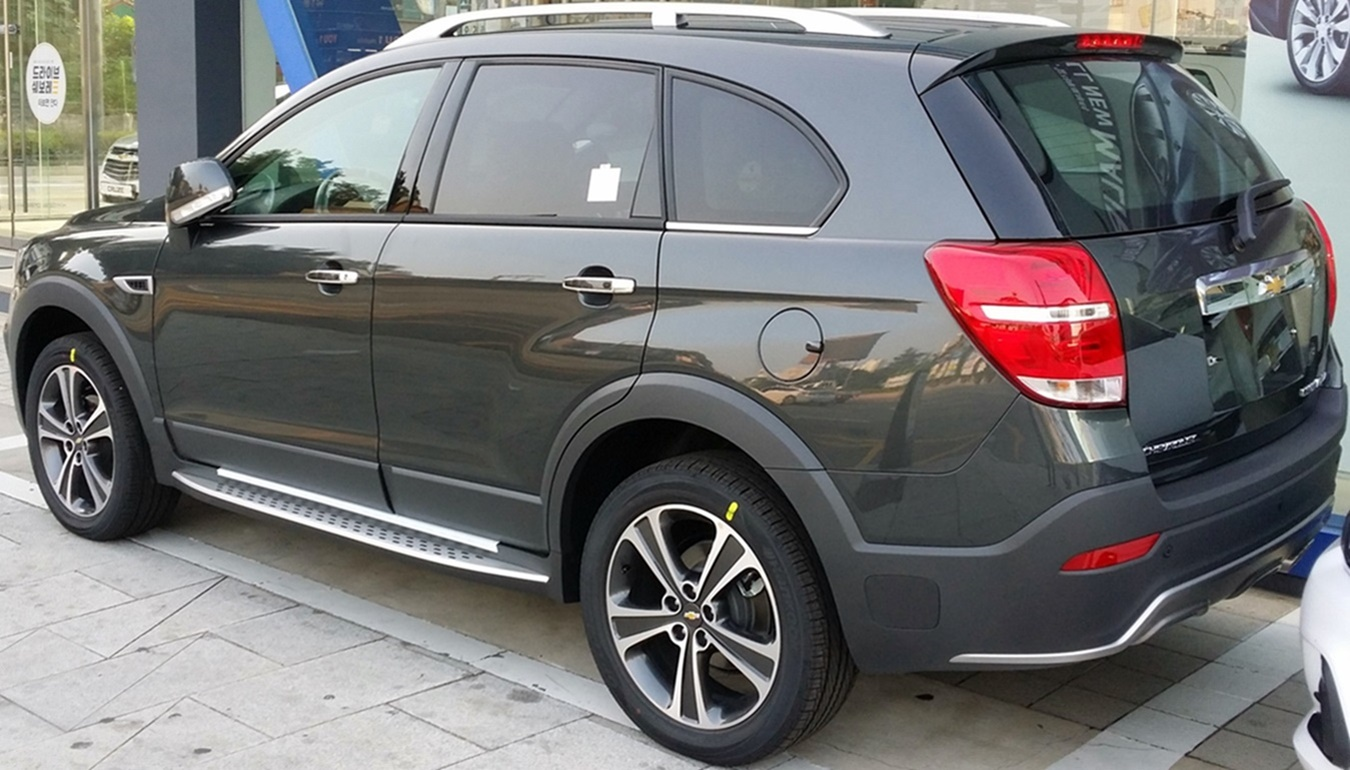
Chevrolet Captiva I – tył po drugim liftingu

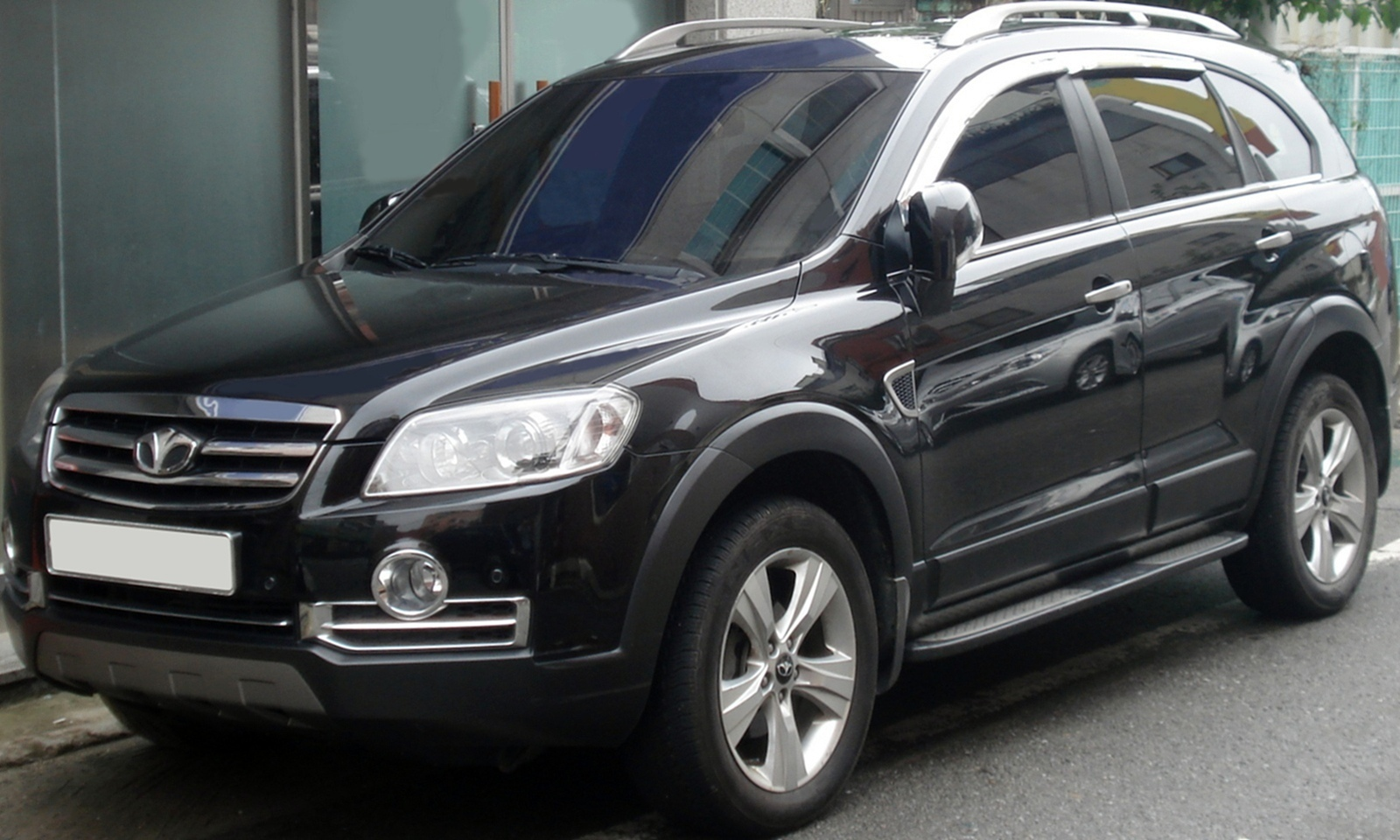
koreański Daewoo Winstorm

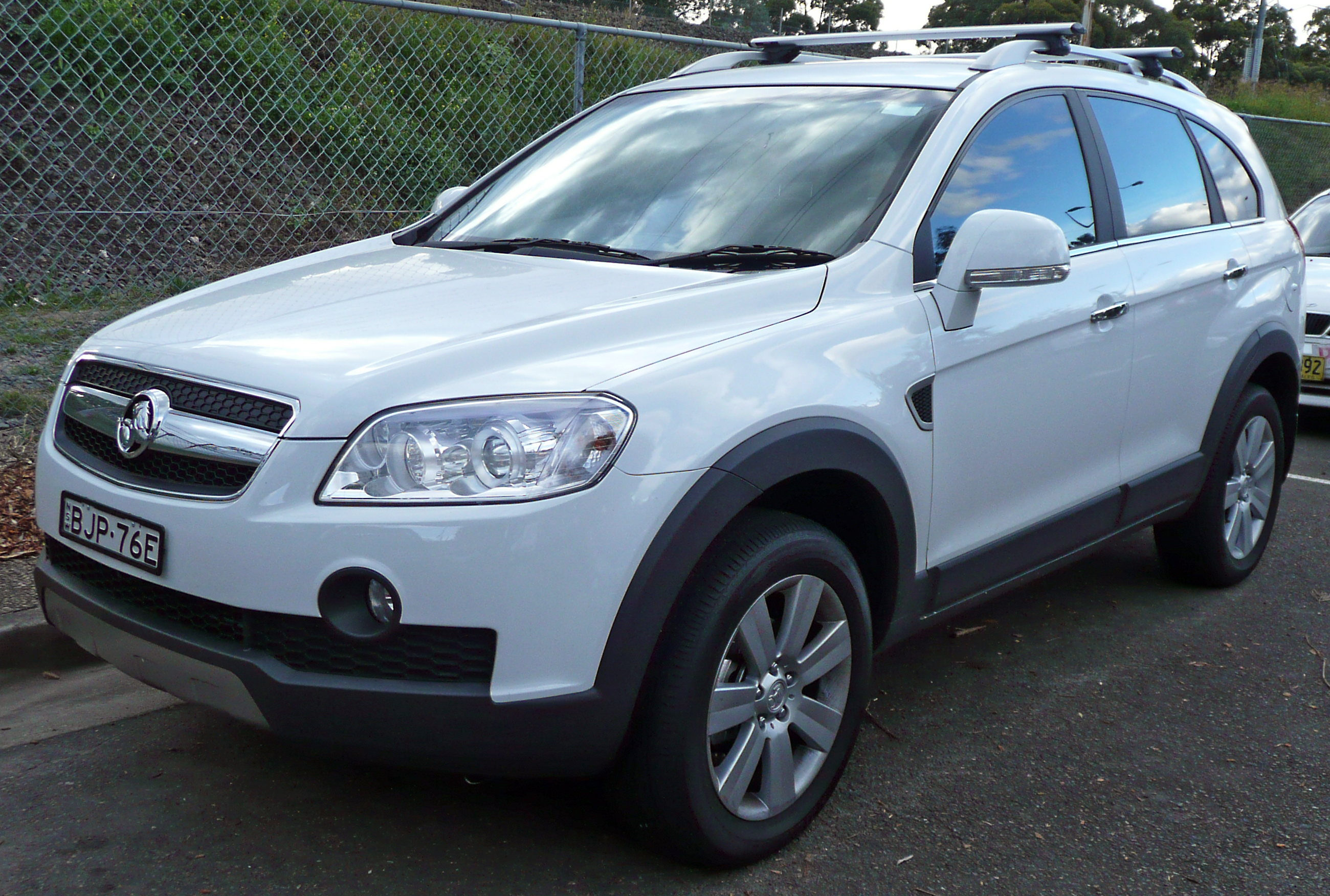
australijski Holden Captiva

Chevrolet Captiva I został zaprezentowany po raz pierwszy w 2006 roku.
Prezentacja pierwszego dużego SUV-a Chevroleta skonstruowanego z myślą o rynkach globalnych poprzedziła premiera studium Chevrolet S3X Concept w 2004 roku. Seryjny wariant opracowano na platformie GM Theta, na której General Motors skonstruowało także pokrewny model Opel Antara.
Captiva pierwszej generacji wyróżniała się masywną sylwetką z dużymi, prostokątnymi reflektorami i wlotem powietrza z szeroką poprzeczką w kolorze nadwozia oraz dużym logo produenta na jej środku. Kabina pasażerska została zaprojektowana z myślą o wszechstronnej aranżacji przestrzeni, z opcjonalnym trzecim rzędem siedzeń umożliwiającym przewiezienie dodatkowych dwóch pasażerów w przedziale bagażowym.

### Restylizacje
Pod koniec 2010 roku zadebiutowała wersja po dużym face liftingu. W jego ramach gruntownie przeprojektowano przód pojazdu, przeniesiono kierunkowskazy z błotników do obudowy lusterek, wkomponowano duży wlot powietrza obejmujący całą wysokość przedniego pasa, wprowadzono nowe wzory aluminiowych felg, poprawiono jakość materiałów wykończeniowych wewnątrz pojazdu, wzbogacono wyposażenie standardowe i zmodyfikowano zawieszenie. Oprócz tego pod maskę zmodernizowanego modelu trafił nowy Diesel 2.2 o mocy 163 lub 184 KM. Głęboko zmodernizowany samochód trafił do sprzedaży wiosną 2011 roku.
Uzupełnieniem modernizacji z 2010 roku była drobna restylizacja na początku 2013 roku, w ramach której przemodelowano m.in. zderzak przedni i tylny, atrapę chłodnicy, światła tylne (od teraz w technologii LED), wzbogacono wyposażenie opcjonalne oraz poprawiono materiały wykończeniowe.
Pod koniec 2015 roku przeprowadzono kolejną dużą, rozległą modernizacje. Wprowadzono nowe reflektory przednie LED, zmieniono atrapę chłodnicy i zderzak przedni, oraz przeprojektowano deskę rozdzielczą. Identyczną modernizację przeszedł także bliźniaczy Holden Captiva 7

### Sprzedaż
Chevrolet Captiva pierwszej generacji był samochodem globalnym, oferowanym pod tą nazwą w Europie, Rosji i Chile. Ponadto, samochód trafił też do sprzedaży na rodzimym rynku Korei Południowej pod marką Daewoo jako Daewoo Winstorm, gdzie do momentu przemianowania na Chevroleta oferowano go do 2011 roku.
Captiva był dostępna w sprzedaży również w Australii i Nowej Zelandii, gdzie rozbudowała ofertę lokalnej marki Holden. W wariancie sprzed modernizacji nosiła nazwę Holden Captiva, po restylizacji zyskała człon Captiva 7, z kolei po drugim liftingu powrócono do pierwotnej nazwy.
Na rynku europejskim do połowy 2010 roku sprzedano około 129 000 egzemplarzy pojazdu.
Produkcję Chevroleta Captivy pierwszej generacji zakończono po 12 latach 13 września 2018 roku. Globalnym następcą stał się Chevrolet Equinox trzeciej generacji, z kolei na kontynuację linii modelowej w postaci nowego modelu zdecydowano się w Ameryce Południowej i Tajlandii.

### Wersje wyposażenia[5][14]
- LS (2.4i lub 2.2D FWD)
- LS+ (2.2D AWD)
- LT (2.4i lub 2.2D FWD, 2.4i AWD)
- LT+ (2.4i AT lub 2.2D AWD)
- LTZ (2.0D AT FWD, 2.2D, 2.2D AT lub 3.0i V6 AT AWD)

Standardowe wyposażenie podstawowej wersji LS obejmuje m.in. systemy ABS, TCS i ESC, system wspomagania ruszania pod górę (HSA), 6 poduszek powietrznych, dzieloną tylną kanapę, składany fotel pasażera (z przodu), elektrycznie regulowane lusterka zewnętrzne z zintegrowanymi kierunkowskazami, wspomaganie kierownicy, centralny zamek z pilotem, koło zapasowe, elektryczny hamulec postojowy, radio z CD, MP3, USB i Bluetooth (6 głośników), zegarek cyfrowy, klimatyzacje manualną, immobiliser i 17 calowe felgi aluminiowe.
Bogatsza wersja LS+ dodatkowo wyposażona jest m.in. w reflektory przeciwmgielne, automatyczne światła drogowe, czujnik deszczu, nawigację GPS, kamerę cofania, kierownicę i gałkę zmiany biegów obszyte skórą, oraz podłokietnik przedni.
Kolejna w hierarchii wersja – LT dodatkowo została wyposażona m.in. w klimatyzacje automatyczną dwustrefową i czujniki parkowania tylne.
Jeszcze bogatsza wersja LT+ obejmuje dodatkowo m.in. czujniki parkowania przednie, podgrzewane fotele przednie, przyciemniane szyby, spryskiwacze reflektorów, 18 calowe felgi aluminiowe i skórzaną tapicerkę.
Topowa wersja LTZ została ponad to wyposażona m.in. w aktywne zagłówki przednie, w pełni regulowany elektrycznie fotel kierowcy, podgrzewane tylne siedzenia, system bezkluczykowy, system nagłośnienia z 8 głośnikami i 19 calowe felgi aluminiowe.
W zależności od wersji wyposażenia samochód opcjonalnie można było doposażyć m.in. w elektryczny szyberdach, czy też lakier metalizowany.

### Silniki
| Wersja                | Silnik:                                         | Układ zasilania:   | Średnica × skok tłoka: | St. sprężania:     | Moc maksymalna:                     | Maks. moment obrotowy:     | Przyspieszenie 0–100 km/h: | Prędkość maksymalna: | Średnie zużycie paliwa: |
| Silniki benzynowe:    | Silniki benzynowe:                              | Silniki benzynowe: | Silniki benzynowe:     | Silniki benzynowe: | Silniki benzynowe:                  | Silniki benzynowe:         | Silniki benzynowe:         | Silniki benzynowe:   | Silniki benzynowe:      |
| --------------------- | ----------------------------------------------- | ------------------ | ---------------------- | ------------------ | ----------------------------------- | -------------------------- | -------------------------- | -------------------- | ----------------------- |
| R4 2.4 FWD manual     | R4 2,4 l (2405 cm³), 4 zawory na cylinder, DOHC | wtrysk             | 87,50 × 100,00 mm      | 9,6:1              | 136 KM (100 kW) przy 5000 obr./min  | 220 N·m przy 2200 obr./min | 11,5 s                     | 185 km/h             | 9,1 l/100 km            |
| R4 2.4 AWD manual     | R4 2,4 l (2405 cm³), 4 zawory na cylinder, DOHC | wtrysk             | 87,50 × 100,00 mm      | 9,6:1              | 136 KM (100 kW) przy 5000 obr./min  | 220 N·m przy 2200 obr./min | 11,5 s                     | 185 km/h             | 9,1 l/100 km            |
| R4 2.4 AWD automatic  | R4 2,4 l (2405 cm³), 4 zawory na cylinder, DOHC | wtrysk             | 87,50 × 100,00 mm      | 9,6:1              | 136 KM (100 kW) przy 5000 obr./min  | 220 N·m przy 2200 obr./min | 12,5 s                     | 178 km/h             | 10,4 l/100 km           |
| R4 2.4 FWD manual     | R4 2,4 l (2384 cm³), 4 zawory na cylinder, DOHC | wtrysk             | 88,00 × 98,00 mm       | 10,4:1             | 167 KM (123 kW) przy 5600 obr./min  | 230 N·m przy 4600 obr./min | 10,5 s                     | 190 km/h             | 8,9 l/100 km            |
| R4 2.4 AWD manual     | R4 2,4 l (2384 cm³), 4 zawory na cylinder, DOHC | wtrysk             | 88,00 × 98,00 mm       | 10,4:1             | 167 KM (123 kW) przy 5600 obr./min  | 230 N·m przy 4600 obr./min | 10,3 s                     | 186 km/h             | 9,3 l/100 km            |
| R4 2.4 AWD automatic  | R4 2,4 l (2384 cm³), 4 zawory na cylinder, DOHC | wtrysk             | 88,00 × 98,00 mm       | 10,4:1             | 167 KM (123 kW) przy 5600 obr./min  | 230 N·m przy 4600 obr./min | 11,0 s                     | 175 km/h             | 9,3 l/100 km            |
| V6 3.2 AWD automatic  | V6 3,2 l (3195 cm³), 4 zawory na cylinder, DOHC | wtrysk             | 89,00 × 85,60 mm       | 10,3:1             | 230 KM (169 kW) przy 6600 obr./min  | 297 N·m przy 3200 obr./min | 8,8 s                      | 204 km/h             | 11,5 l/100 km           |
| V6 3.0 AWD automatic  | V6 3,0 l (2994 cm³), 4 zawory na cylinder, DOHC | wtrysk             | 89,00 × 80,20 mm       | 11,7:1             | 258 KM (190 kW) przy 6900 obr./min  | 288 N·m przy 5800 obr./min | 8,6 s                      | 198 km/h             | 10,7 l/100 km           |
| Silniki wysokoprężne: |                                                 |                    |                        |                    |                                     |                            |                            |                      |                         |
| R4 2.0 FWD manual     | R4 2,0 l (1991 cm³), 4 zawory na cylinder, SOHC | Common rail        | 83,00 × 92,00 mm       | 17,5:1             | 127 KM (93,5 kW) przy 4000 obr./min | 295 N·m przy 2000 obr./min | 11,7 s                     | 181 km/h             | 7,2 l/100 km            |
| R4 2.0 AWD manual     | R4 2,0 l (1991 cm³), 4 zawory na cylinder, SOHC | Common rail        | 83,00 × 92,00 mm       | 17,5:1             | 127 KM (93,5 kW) przy 4000 obr./min | 295 N·m przy 2000 obr./min | 12,5 s                     | 177 km/h             | 7,5 l/100 km            |
| R4 2.0 AWD manual     | R4 2,0 l (1991 cm³), 4 zawory na cylinder, SOHC | Common rail        | 83,00 × 92,00 mm       | 17,5:1             | 150 KM (110 kW) przy 4000 obr./min  | 320 N·m przy 2000 obr./min | 11,5 s                     | 178 km/h             | 7,6 l/100 km            |
| R4 2.0 AWD automatic  | R4 2,0 l (1991 cm³), 4 zawory na cylinder, SOHC | Common rail        | 83,00 × 92,00 mm       | 17,5:1             | 150 KM (110 kW) przy 4000 obr./min  | 320 N·m przy 2000 obr./min | 12,2 s                     | 180 km/h             | 8,7 l/100 km            |
| R4 2.2 FWD manual     | R4 2,2 l (2231 cm³), 4 zawory na cylinder, DOHC | Common rail        | 86,00 × 96,00 mm       | 16,3:1             | 163 KM (120 kW) przy 3800 obr./min  | 350 N·m przy 2000 obr./min | 9,9 s                      | 189 km/h             | 6,4 l/100 km            |
| R4 2.2 FWD automatic  | R4 2,2 l (2231 cm³), 4 zawory na cylinder, DOHC | Common rail        | 86,00 × 96,00 mm       | 16,3:1             | 163 KM (120 kW) przy 3800 obr./min  | 350 N·m przy 2000 obr./min | 10,8 s                     | 184 km/h             | 7,5 l/100 km            |
| R4 2.2 AWD manual     | R4 2,2 l (2231 cm³), 4 zawory na cylinder, DOHC | Common rail        | 86,00 × 96,00 mm       | 16,3:1             | 163 KM (120 kW) przy 3800 obr./min  | 350 N·m przy 2000 obr./min | 9,9 s                      | 188 km/h             | 6,6 l/100 km            |
| R4 2.2 AWD automatic  | R4 2,2 l (2231 cm³), 4 zawory na cylinder, DOHC | Common rail        | 86,00 × 96,00 mm       | 16,3:1             | 163 KM (120 kW) przy 3800 obr./min  | 350 N·m przy 2000 obr./min | 12,0 s                     | 182 km/h             | 7,7 l/100 km            |
| R4 2.2 AWD manual     | R4 2,2 l (2231 cm³), 4 zawory na cylinder, DOHC | Common rail        | 86,00 × 96,00 mm       | 16,3:1             | 184 KM (135 kW) przy 3800 obr./min  | 400 N·m przy 2000 obr./min | 9,6 s                      | 200 km/h             | 6,6 l/100 km            |
| R4 2.2 AWD automatic  | R4 2,2 l (2231 cm³), 4 zawory na cylinder, DOHC | Common rail        | 86,00 × 96,00 mm       | 16,3:1             | 184 KM (135 kW) przy 3800 obr./min  | 400 N·m przy 2000 obr./min | 10,1 s                     | 191 km/h             | 7,7 l/100 km            |

### Captiva Sport

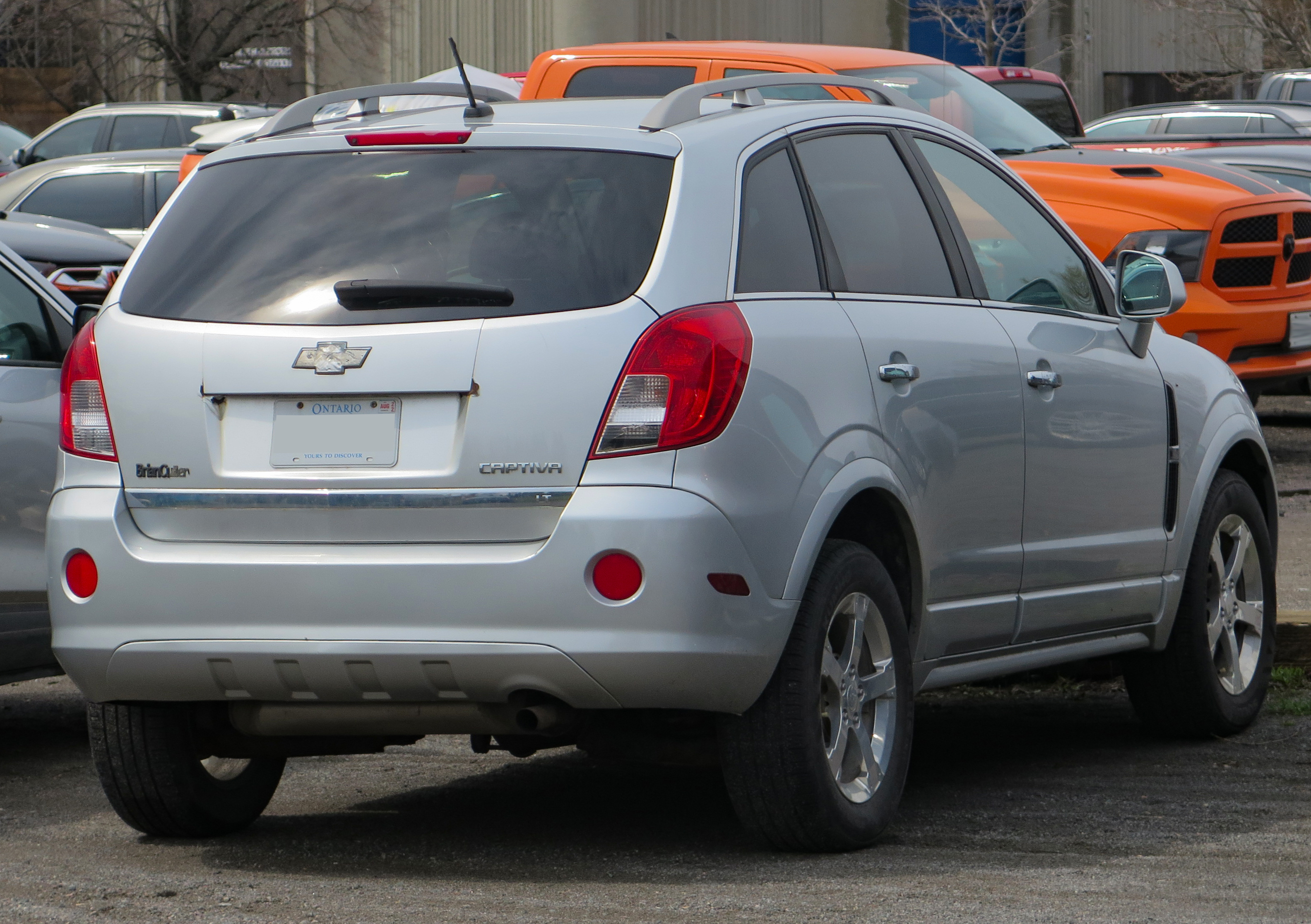
Chevrolet Captiva Sport – tył

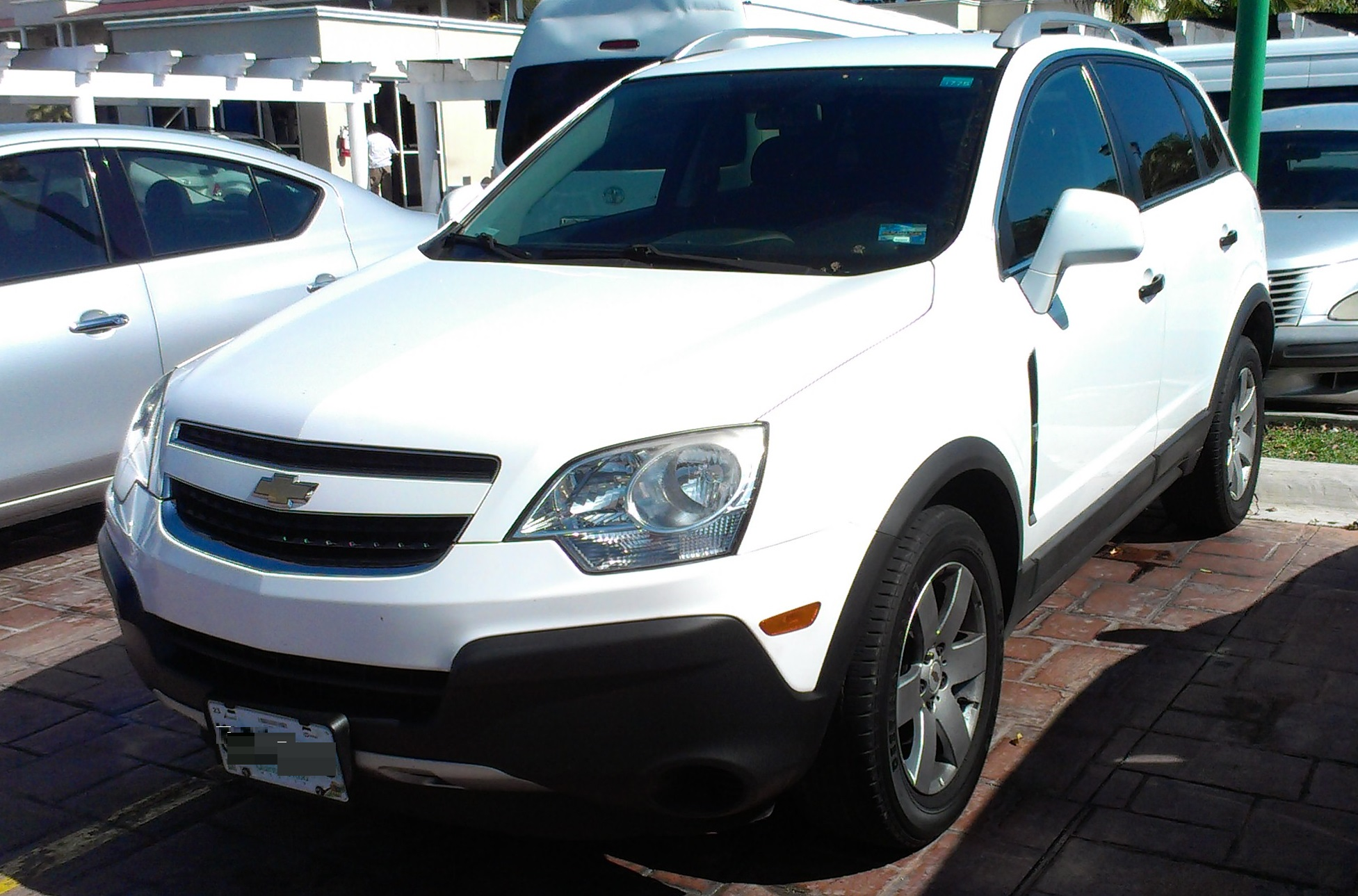
Chevrolet Captiva Sport LTZ

Chevrolet Captiva Sport został zaprezentowany po raz pierwszy w 2007 roku.
Dwa lata po premierze europejskiego Opla Antary, General Motors zdecydowało się poszerzyć zasięg rynkowy tego modelu o państwa latynoamerykańskie, zasilając nim tutejsze portfolio Chevroleta jako Captiva Sport.
Pod kątem wizualnym samochód odróżniał się od Antary szeroką, kolorową poprzeczką z logo producenta na atrapie chłodnicy, a także innym wzorem lamp tylnych, które przyjęły charakterystyczną, dwubarwną strukturę.

### Sprzedaż
W pierwszej kolejności, jesienią 2007 roku Captiva Sport trafiła do sprzedaży w Meksyku. W 2008 roku zasięg rynkowy modelu poszerzono z kolei o kraje Ameryki Południowej, na czele z Brazylią i Kolumbią.
W marcu 2011 roku amerykański oddział Chevroleta zdecydował się wprowadzić do sprzedaży Captivę Sport także na rodzimym rynku, importując model z Meksyku wyłącznie dla nabywców flotowych. Limitowana sprzedaż modelu zakończyła się 3 i pół roku później, jesienią 2014 roku.
W czasie, gdy europejski Opel/Vauxhall Antara i australijski Holden Captiva 5 zniknęły w 2015 roku z rynku, latynoamerykański wariant pozostał w produkcji i sprzedaży do sierpnia 2017 roku. Po 10 latach produkcji, zastąpiła go tam nowa, globalna odsłona Chevroleta Equinox.

### Silniki
- R4 2.4l Family
- R4 2.4l EcoTec
- V6 3.0l High Feature
- V6 3.2l High Feature
- V6 3.5l High Value
- V6 3.6l High Feature

## Druga generacja

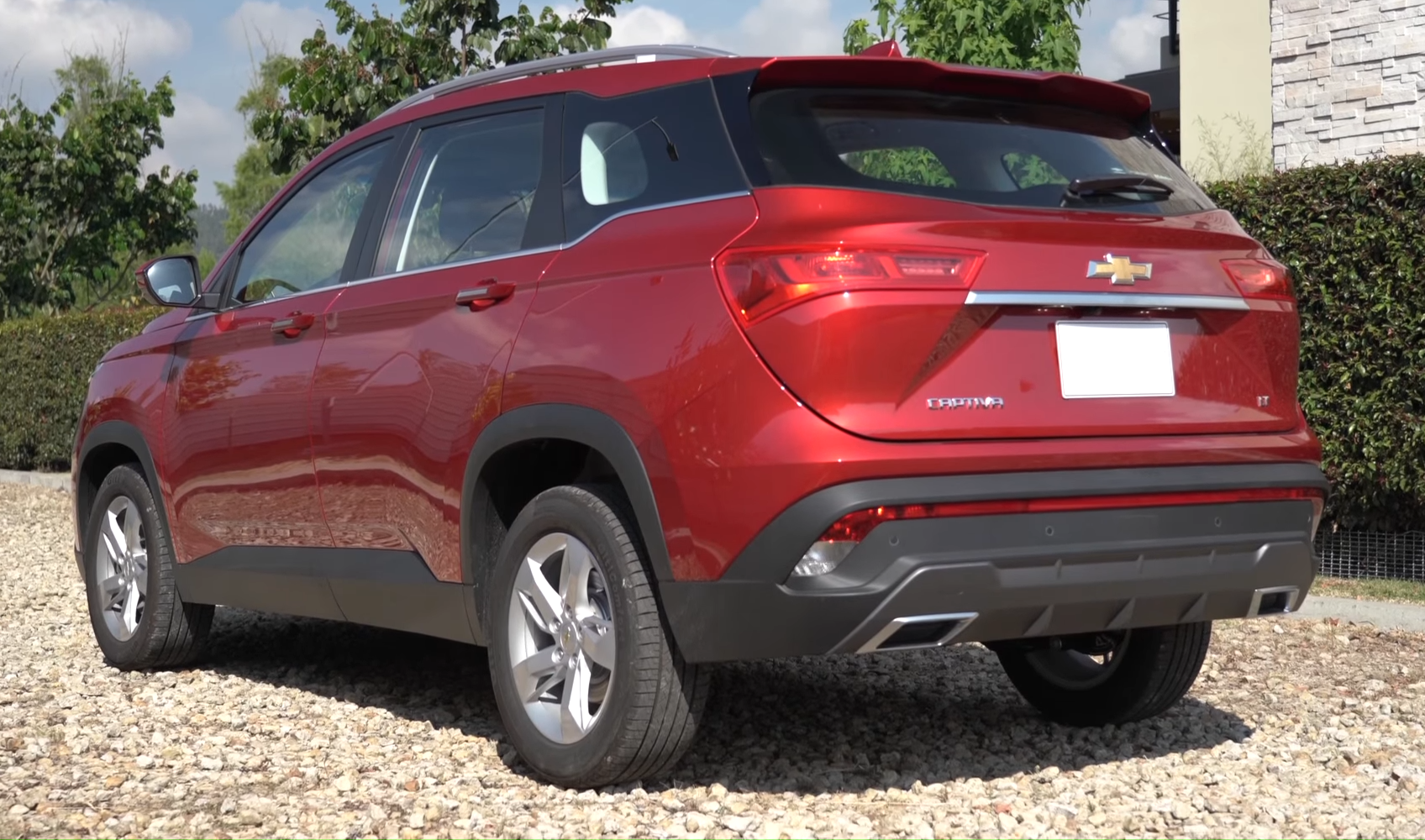
Chevrolet Captiva II – tył

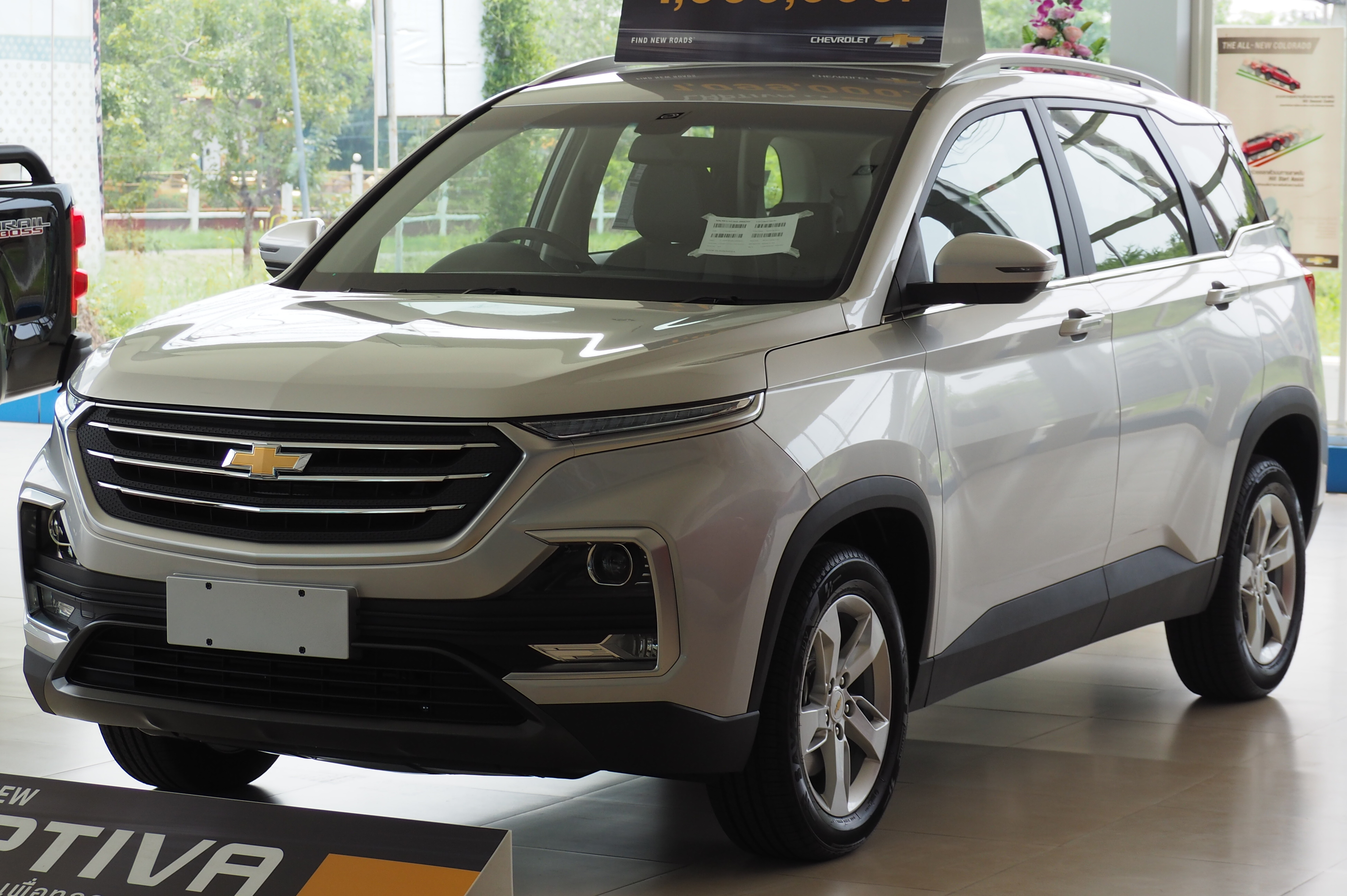
tajlandzki Chevrolet Captiva II Premier

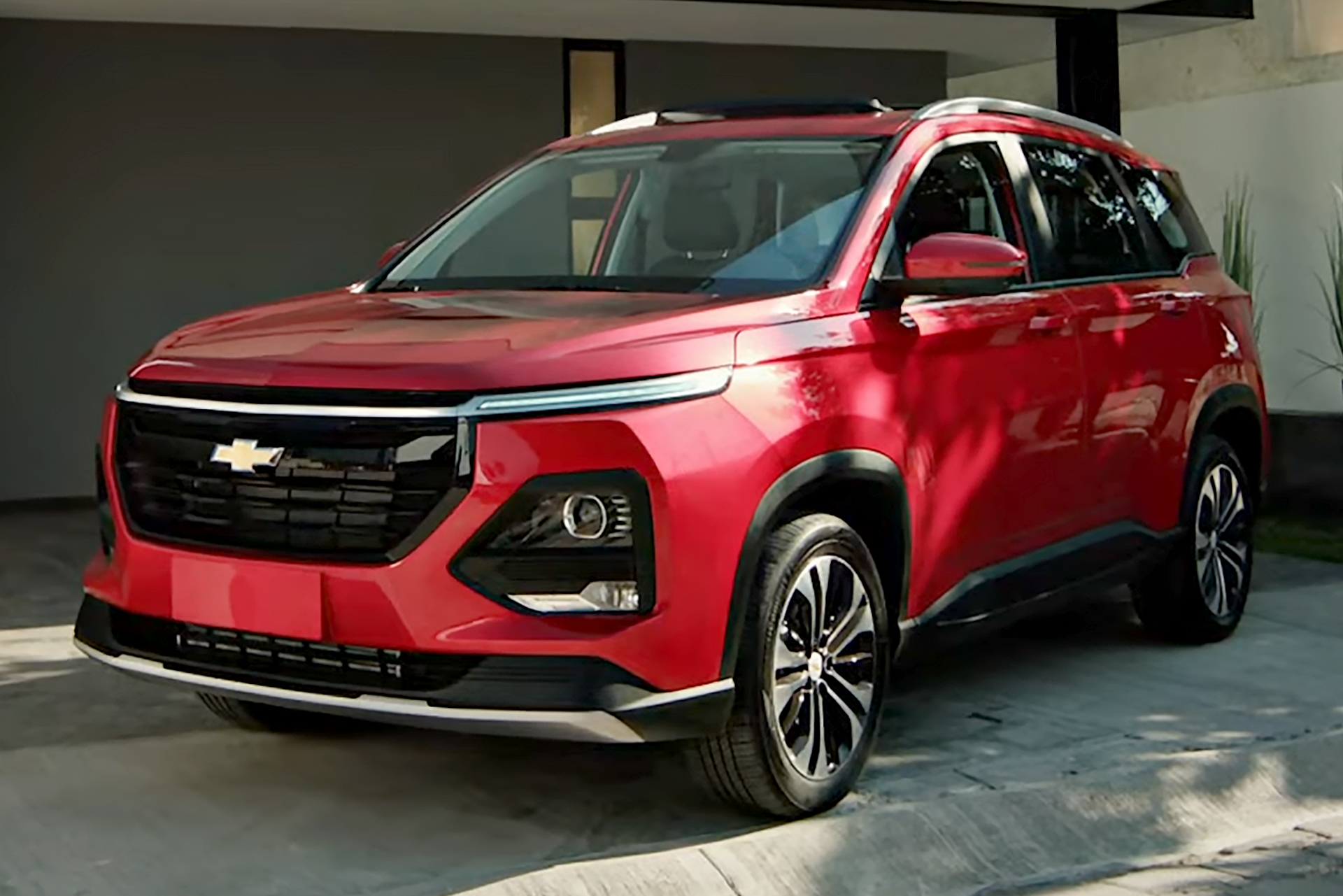
Chevrolet Captiva II po liftingu

Chevrolet Captiva II został zaprezentowany po raz pierwszy w 2018 roku.
Druga generacja Captivy stała się samochodem o znacznie okrojonym zasięgu rynkowym, trafiając do sprzedaży jako eksportowa odmiana SUV-a Baojun 530.
Pierwotnie samochód opracowano z myślą o rynku chińskim jako model kompatybilny z językiem stylistycznym pokrewnych modeli Baojuna, wyróżniając się awangardową sylwetką z wąskimi, wysoko umieszczonymi diodami LED, a także dużym sześciokątnym wlotem powietrza i wąska, wysoką sylwetką z zadartą ku górze linii szyb.
W zależności od rynku zbytu, samochód otrzymał różne projekty kokpitu. W wariancie na latynoamerykańskie, prawostronne rynki, deska rozdzielcza zyskała minimalistyczny kokpit z dwuczęściowymi, poziomo ulokowanymi nawiewami i umieszczonm wyżej dotykowym tabletem o sterowania systemem multimedialnym.
W przypadku odmiany na lewostronny rynek, Captiva II otrzymała inny projekt konsoli centralnej. Zdominował ją duży, dotykowy ekran z umieszczonymi po bokach nawiewami, który pozwala nie tylko na sterowanie systemem multimedialnym, ale i klimatyzacją czy radiem.

### Lifting
Po tym, jak chiński odpowiednik Baojun 530 objęty został w połowie 2020 roku restylizacją nadwozia, w listopadzie 2020 roku ten sam zakres zmian wizualnych przeszedł także Chevrolet Captiva. Samochód otrzymał większą atrapę chłodnicy z innym układem poprzeczek, inaczek ukształtowane reflektory, a także węższe i dłuższe diody LED umieszczone przy krawędzi maski oraz zrestylizowany kokpit z większym, centralnie umieszczonym ekranem dotykowym do sterowania systemem multimedialnym.

### Sprzedaż
Chevrolet Captiva drugiej generacji w pierwszej kolejności zadebiutował jesienią 2018 roku w Kolumbii, gdzie trafił do sprzedaży w połowie 2019 roku.
Drugim rynkiem, gdzie druga generacja Captivy trafiła do sprzedaży jesienią 2019 roku, była Tajlandia. Z powodu ogłoszenia w lutym 2020 roku decyzji przez General Motors o wycofaniu się z Tajlandii, Captiva zniknęła ze sprzedaży razem z innymi modelami Chevroleta po niespełna roku sprzedaży w drugiej połowie 2020 roku.

### Silniki
- R4 1.5l LJ0
- R4 1.8l LJ4
- R4 2.0l Multijet